# Topoľníky
Topoľníky (Hongaars: Nyárasd) is een Slowaakse gemeente in de regio Trnava, en maakt deel uit van het district Dunajská Streda.
Topoľníky telt 3.060 inwoners.